# Luci Sergi Fidenat (tribú consular 397 aC)
Luci Sergi Fidenat (en llatí: Lucius Sergius M. f. L. n. Fidenas) va ser un magistrat romà del segle iv aC. Era fill del tribú amb potestat consolar Mani Sergi Fidenat. Formava part de la gens Sèrgia, i era de la família dels Sergi Fidenat.
Va ser també tribú amb potestat consolar l'any 397 aC.